# 알렉시스 키비

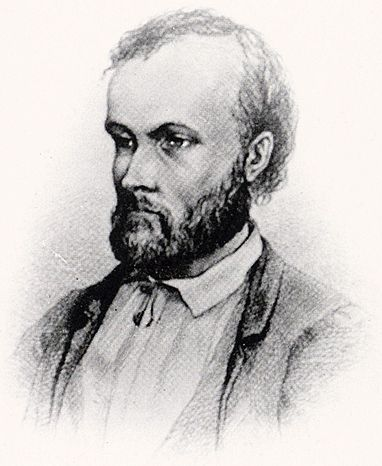

알렉시스 키비(핀란드어: Aleksis Kivi, 1834년 10월 10일~1872년 12월 31일)는 핀란드의 작가이다. 키비는 핀란드어로 산문과 가사의 가장 초기 작가 중 한 사람이었지만 여전히 가장 위대한 작가 중 한 사람으로 여겨진다.
핀란드 대공국 누르미얘르비의 마을에서 태어났다. 그의 부모는 마을 재단사였다. 가족에게는 이미 요하네스, 엠마누엘, 알버트라는 세 아들이 있었다. 알렉시스에게는 1851년 겨우 13세의 나이로 사망한 여동생 아그네스도 있었다.
1846년 그는 헬싱키에서 학교를 떠났고 1859년에는 헬싱키 대학교 입학하여 문학을 공부하고 연극에 대한 관심을 키웠다. 그의 첫 번째 연극은 핀란드 서사시 칼레발라의 비극적인 이야기를 바탕으로 한 "쿨레르보(Kullervo)"이다. 그는 또한 그의 지지자가 된 유명한 저널리스트이자 정치가 요한 빌헬름 스넬만을 만났다.
학교에 있는 동안 키비는 집주인의 도서관에서 세계 문학을 읽었고 대학 재학 중에는 헬싱키에서 몰리에르와 프리드리히 실러의 연극을 보았다. 키비에는 Fredrik Cygnaeus 및 엘리아스 뢴로트와 같은 친구도 있었다.
1863년부터 키비는 글쓰기에 시간을 할애했다. 12편의 희곡과 시집을 썼다.
키비는 1870년 헬싱키의 타파닐라에 있는 프란센 소작지에 살았을 때 건강이 완전히 나빠졌다. 장티푸스 와 섬망 발작으로 가속화되었고 1871년에 그는 뉴 클리닉에 입원하여 헬싱키의 라핀라티에 있는 정신 병원으로 이송되었다. 그를 치료하는 의사는 그를 "작가로서의 존엄성 손상"으로 인한 우울증으로 진단했다. 칼레 아크테는 사용 가능한 문서를 기반으로 심각한 불안 상태에 의해 유발된 전형적인 조현병 사례라고 결론지었다. 그러나 키비의 정신 질환은 진행성 라임병에 의해 유발되었을 수 있다는 주장도 있다.